# Storia dell'Estonia

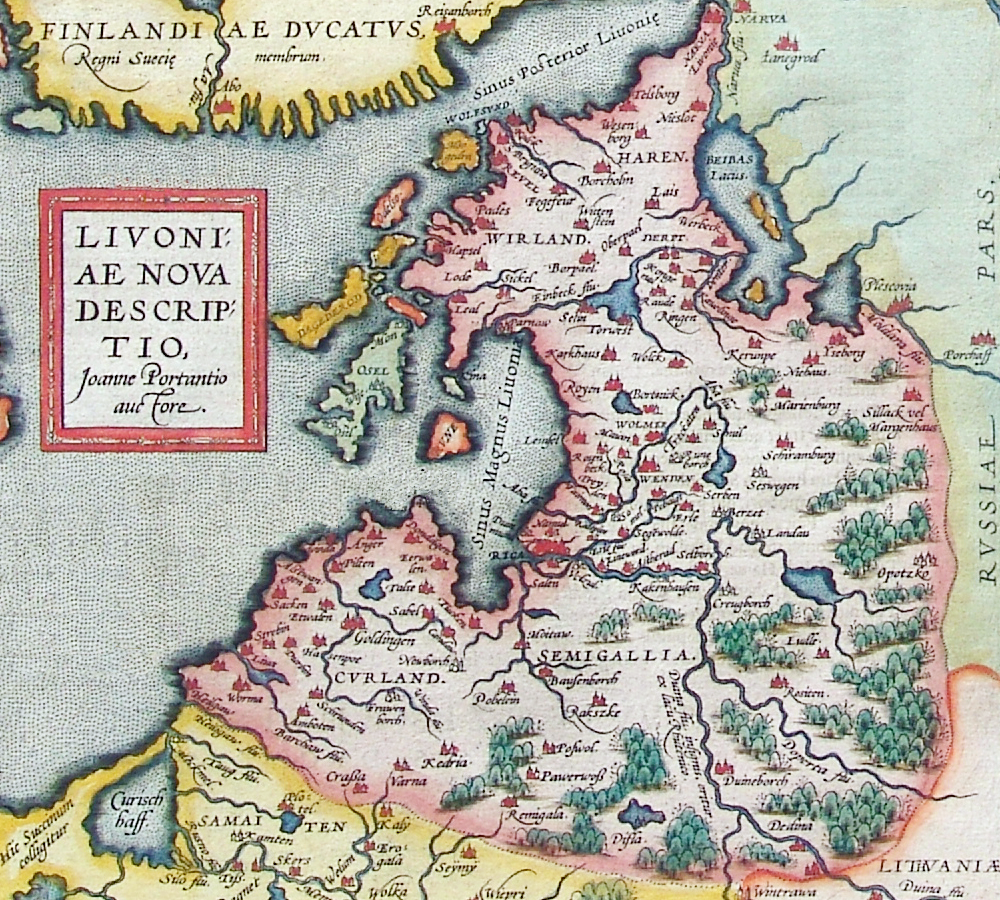
Mappa antica Estonia e Livonia.

Il risveglio dell'identità nazionale estone risale alla metà del XIX secolo, ma l'etnogenesi della stirpe ed etnia estone occupanti più o meno il territorio dell'odierna Estonia, vanta antiche origini che risalgono al periodo tra il I secolo a.C. e la fine del I secolo d.c.
Fino al XIII secolo gli estoni si dimostrarono in grado di imporsi e difendersi sulle limitrofe tribù slave e sui principati della Rus'. Soltanto la conquista delle terre estoni e baltiche da parte dei Cavalieri crociati e dei mercanti tedeschi provocò la graduale scomparsa delle tribù antiche tribali e l'inizio del lungo periodo di diverse dominazioni straniere.

## La Preistoria e il Medioevo: Le tribù ugro-finniche, l'Ordine teutonico

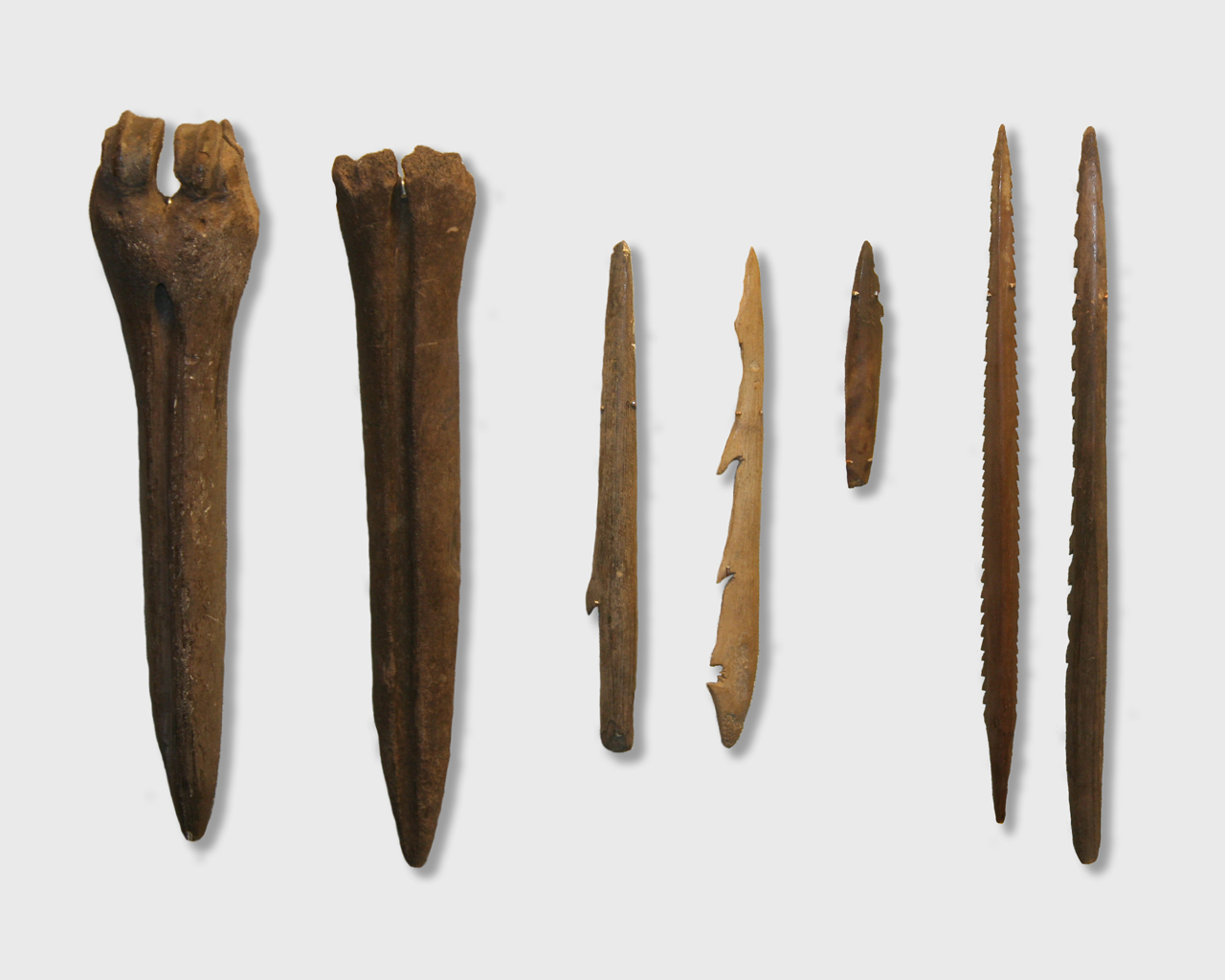
Reperti della cultura Kunda, visibili presso il Museo di storia estone

Estonia e Livonia nel 1260

Il territorio corrispondente all'attuale Estonia è stato per lungo tempo oggetto di dominazioni straniere. Abitata fin dall'antichità da tribù di ceppo finnico, l'Estonia nel medioevo (XII-XIII secolo) fu contemporaneamente cristianizzata e portata sotto la dominazione germanico-teutonica: danese nella parte settentrionale e tedesca più a Sud, in Livonia.

### Preistoria
La regione è stata popolata a partire dal 10.000 a.C. Le prime presenze umane in Estonia sono legate alla cultura di Kunda. I primi insediamenti si stabilirono nel Mesolitico attorno al fiume Pärnu. La cultura dei Kunda prene suo nome dal sito dell'insediamento di Lammasmäe, vicino alla città di Kunda nel nord dell'Estonia, che risale all'8500 a.C. Ossa e manufatti in pietra simili a quelli trovati vicino a Lammasmäe sono stati rinvenuti ovunque nel territorio estone, così come in Lettonia, nel nord della Lituania e nel sud della Finlandia. Tra i minerali, la pietra focaia e il quarzo vennero utilizzati nella maggior parte dei casi per fare utensili e armi da taglio e caccia.

## Il Medioevo
Il termine Estonia viene utilizzato per la prima volta da Tacito nel I secolo a.C. nella forma di Aestii, tuttavia questo termine potrebbe anche indicare l'omonima popolazione baltica presente nell'area. Nelle Saghe norrene del IX secolo questo termine indica sicuramente la popolazione estone. Secondo lo storico romano Cassiodoro la popolazione indicata da Tacito come Aestii erano sicuramente la popolazione degli Estoni. L'estensione del territorio estone in epoca medioevale è ancora oggetto di dibattito, ma non la religione di questa popolazione.

### Il Medioevo: l'Estonia danese
Con Estonia danese ci si riferisce ai territori dell'attuale Estonia occupati dal Regno di Danimarca in un primo periodo durante il XIII - XIV secolo e poi successivamente durante XVI - XVII secolo. Questi possedimenti avevano il nome di Ducato di Estonia.

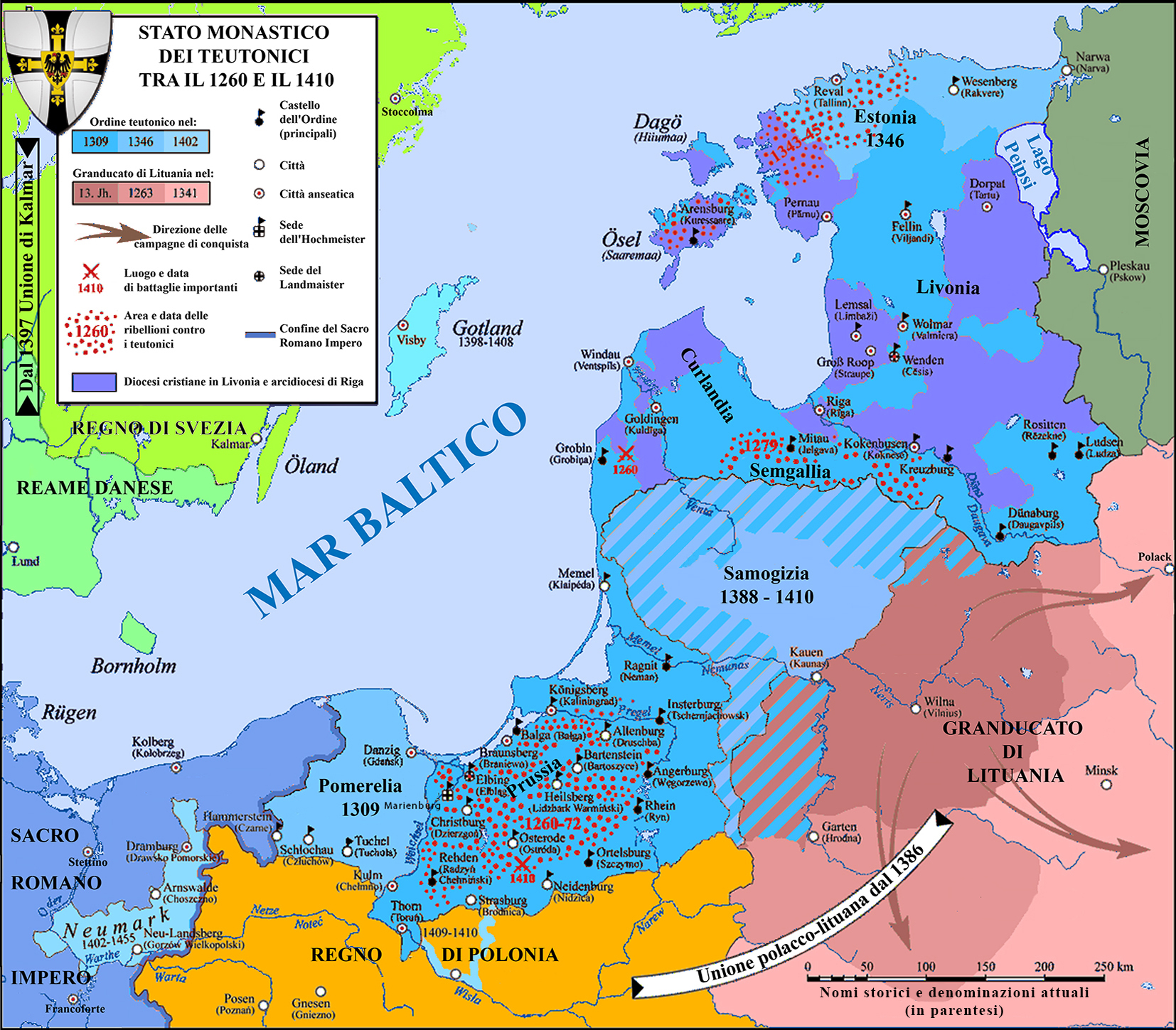
Mappa dei territori dell'Ordine Teutonico nel 1410

## L'età moderna: il dominio svedese e il dominio degli Zar
Dagli inizi del XVI secolo fino alla Grande guerra del nord l'Estonia (come la Finlandia) rimase sotto il dominio dell'Impero svedese e poi ceduta all'Impero russo con il trattato di Nystad del 1721.
I territori baltici acquisiti dall'impero russo furono inquadrati nel Governatorato della Livonia.
L'impronta generale del Paese, l'ordinamento giudiziario, la religione protestante, le amministrazioni locali e regionali e il sistema educativo rimasero istituzioni di stampo prettamente germanico, fino alla fine del XIX secolo. Nell'impero svedese il livello d'istruzione della nobiltà tedesca era nella media, ma rispetto alla nobiltà russa il livello era molto superiore, per tale motivo l'impero tendeva ad affidare loro l'amministrazione e anche a reclutarli per altri incarichi.
La situazione dei contadini invece peggiorò, con l'estensione all'Estonia della servitù della gleba, ancora in vigore in Russia.
Il dominio degli zar russi si protrasse fino agli sconvolgimenti provocati dalla prima guerra mondiale e dalla Rivoluzione d'ottobre del 1917.
Vanno menzionati inoltre i molteplici tentativi di cristianizzazione della regione: missionari cattolici erano tipici nel medioevo, mentre i missionari ortodossi arrivarono in Estonia in tempi "relativamente" più recenti (1750/1800 circa).

## L'età contemporanea

### Nascita del nazionalismo e indipendenza nel 1918

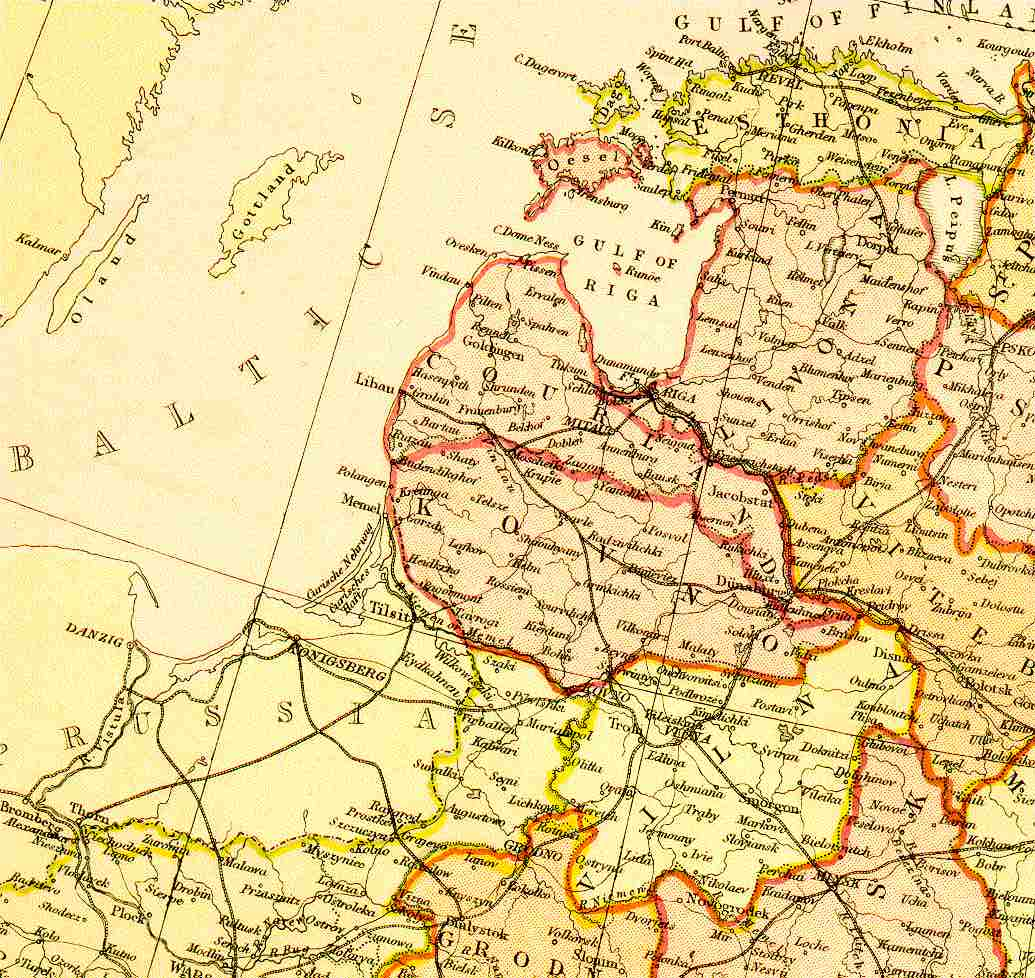
L'Estonia nel contesto baltico (in alto a destra), dominio dell'Impero russo

Il tricolore estone

Nel 1819 le province baltiche furono le prime in ad abolire la servitù della gleba e la nobiltà cominciò a concedere sempre maggiore libertà al popolo, libero di possedere terre e muoversi nel contesto urbano. Tutto ciò riflesse lo sviluppo dell'autodeterminazione del popolo estone, con i suoi costumi e le sue tradizioni, il quale prese a far proprio lo spirito nazionalista eccepito nella metà dell'Ottocento in Europa. Un movimento culturale di questo tipo premette affinché nelle scuole fosse insegnata la lingua estone, dei festival in lingua locale furono tenuti regolarmente ogni anno a partire dal 1869 e la letteratura nazionale cominciò a muovere i primi passi: il poema epico Kalevipoeg fu pubblicato nel 1861 in estone, poi tradotto anche in tedesco. Nel 1889 il governo centrale dell'impero promosse una campagna di russificazione del territorio, in accordo al quale molte istituzioni germaniche furono abolite, o comunque adeguate ai canoni imperiali (un esempio ne è l'Università di Tartu).
Quando la Rivoluzione russa del 1905 approdò in Estonia, le autorità locali seppero sfruttare il momento favorevole per pretendere la libertà di stampa e di assemblea, il suffragio universale, e l'indipendenza. Per quanto di tutto ciò guadagnarono ben poco al termine della rivoluzione, gli estoni cominciarono a intravedere nel clima di tensione che prevalse nella Russia imperiale tra il 1905 e il 1917 la possibilità di costituire uno Stato indipendente, come stava avvenendo in Finlandia. Nel 1917, infatti, con la caduta dello zarismo durante la prima guerra mondiale, il governo provvisorio sancì l'autonomia nazionale all'Estonia in aprile: fu eletta un'assemblea nazionale popolare (Maapäev) che ebbe vita breve a causa delle pressioni bolsceviche. Ciò nonostante le autorità estoni proclamarono l'indipendenza il 24 febbraio 1918, il giorno prima che l'Impero tedesco li invadesse, annettendola all'Ober Ost.
Nel novembre 1918, subito dopo il ritiro dei tedeschi, un governo provvisorio prese le redini del paese, per quanto un'invasione militare della Russia Sovietica lo abbatté immediatamente: iniziava la guerra di indipendenza estone. Nel febbraio 1919 i capi dell'esercito dichiararono il territorio libero dal nemico: il 2 febbraio 1920 Estonia e Russia siglarono il trattato di Tartu che sanciva l'indipendenza della Repubblica d'Estonia. I termini dell'accordo prevedevano che la Russia rinunciasse per sempre ad ogni diritto sul territorio estone, dove venne istituita la Repubblica d'Estonia.

### Repubblica d'Estonia

Stemma dell' Estonia

La Repubblica d'Estonia ottenne riconoscimento internazionale nel 1920 ed entrò nella Società delle Nazioni nel 1921. L'indipendenza durò 22 anni. In questo periodo fu intrapresa una stagione riformistica per adeguarsi agli standard europei per uno Stato sovrano: la più importante fu la riforma agraria del 1919, con cui furono ridistribuite le terre appartenenti alla nobiltà al popolo, in particolare ai volontari durante la guerra di liberazione. Il mercato principale dell'Estonia divenne la Scandinavia e il Regno Unito, l'Europa occidentale e saltuariamente Stati Uniti e Unione Sovietica. La prima costituzione, adottata nel 1920, stabilì una forma di governo parlamentare. Il parlamento (Riigikogu) constava di cento membri eletti ogni tre anni. Tra il 1921 e il 1931 si succedettero undici governi: nel 1934 fu sancita così l'abrograzione dei partiti politici e il parlamento non fu chiamato più fino al 1938. Nel frattempo il potere era retto dal Reggente: Konstantin Päts, la cui carica di Presidente della repubblica fu formalizzata con le elezioni del 1938.
Il periodo dell'indipendenza segnò un fiorente sviluppo culturale: furono erette scuole in lingua estone e le arti in generale fiorirono. Una delle azioni più importanti in questo senso fu il riconoscimento dell'autonomia culturale delle minoranze che contassero almeno 3.000 persone, compresi gli ebrei: fu un provvedimento assolutamente unico nell'Europa del 1925.
In questo periodo era attivo a Tallinn un Istituto Italiano di Cultura che per un periodo fu diretto dal giornalista Indro Montanelli.

### L'occupazione sovietica e l'annessione all'URSS (1940-1941)
La politica estera dell'Estonia era improntata sulla neutralità, ma ciò non ebbe rilevanza quando la Germania Nazionalsocialista stipulò, il 23 agosto 1939, con l'Unione Sovietica il patto Molotov-Ribbentrop, con cui definirono le sfere di influenza delle due potenze: i tre stati baltici furono costretti alla firma del "patto di assistenza e mutua difesa", che consentiva l'accesso militare ai sovietici. Dopo l'invasione della Polonia, il sottomarino polacco ORP Orzeł cercò riparo presso Tallinn ma fuggì dopo che i sovietici invasero la loro parte di Polonia: l'Unione Sovietica ne approfittò per dichiarare che il governo estone, incapace di disarmare o trattare con il sottomarino, stava aiutando i polacchi e ne dedusse la mancata neutralità. Il 24 agosto 1939 Stalin minacciò di dichiarare guerra all'Estonia se non avesse concesso la creazione di basi militari sovietiche nel territorio e il debole governo estone fu così costretto ad acconsentire.
Il 16 giugno 1940 le truppe sovietiche varcarono il confine e occuparono l'Estonia, insediando un nuovo governo-fantoccio filosovietico: similmente agli altri due Stati Baltici, Lituania e Lettonia, anche in Estonia si tennero le elezioni parlamentari alle quali tutti i partiti, ad eccezione di quelli filocomunisti, furono banditi.

La bandiera della RSS Estone.

L'occupazione sovietica della piccola nazione provocò una reazione diplomatica da parte degli Stati Uniti d'America, che nel luglio del 1940 notificarono al governo sovietico la dichiarazione di Welles, un documento redatto dall'allora Sottosegretario di Stato Sumner Welles, con il quale esortavano al governo della potenza occupante, che gli Stati Uniti non avrebbero mai riconosciuto ufficialmente variazioni di territori determinate con l'uso della forza o dalla minaccia di ricorrervi.

### L'invasione tedesca durante la Seconda guerra mondiale (1941-1944)
(Heinrich Himmler, Reichsfuhrer-SS)
Allorché la Germania di Hitler scatenò il suo attacco generalizzato contro l'Unione Sovietica il 22 giugno 1941, la Wehrmacht raggiunse l'Estonia in meno di un mese, gli estoni salutarono immediatamente i soldati del Reich credendoli liberatori dall'occupazione sovietica. L'iniziale entusiasmo cominciò a smorzarsi quando il paese entrò a far parte del Reichskommissariat Ostland. A dimostrazione di ciò, con l'introduzione della leva da parte dei tedeschi, alcune fonti ricordano che circa tremilaquattrocento estoni migrarono in Finlandia per unirsi al fronte di resistenza finlandese Jalkaväkirykmentti 200 (Reggimento di Fanteria Finlandese 200). Ciò nonostante, per quanto la Germania non riconobbe mai la piena sovranità dell'Estonia, molti estoni aderirono alla chiamata alle armi contro i sovietici: in particolare nel 1944, quando ormai la vittoria degli Alleati sembrava certa, combattere l'URSS sarebbe stato l'unico modo per dichiarare l'indipendenza della piccola nazione prima che i sovietici si riprendessero nuovamente l'Estonia, una volta capitolata la Germania. In questo senso si distinse la figura carismatica di un colonnello estone, Alfons Rebane, che ottenne durante la sua carriera con l'esercito estone prima, con quello tedesco poi, i massimi riconoscimenti militari e sfuggito avventurosamente alla cattura dell'Armata Rossa, contribuì alla nascita e al sostegno - attraverso il MI6 britannico, di cui era collaboratore - del movimento di resistenza dei Metsavennad (Fratelli della foresta).

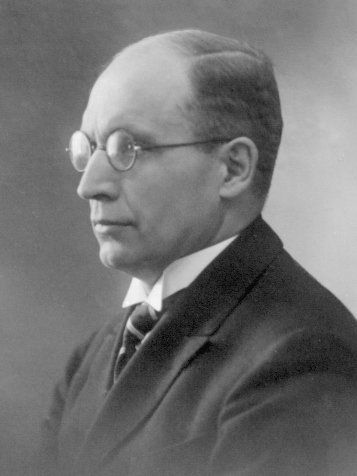
Il professor Jüri Uluots, ultimo presidente dell'Estonia, che lanciò l'ultimo disperato appello radiofonico alla popolazione nel 1944 per mobilitarsi al fine di evitare l'occupazione militare sovietica.

Tuttavia, la formazione originaria della legione SS di volontari estoni divenne per l'occasione una ben organizzata divisione della Waffen-SS, la ben nota 20. Waffen-Grenadier-Division der SS, nata nel gennaio 1944: questa prese parte all'eroica difesa del Narva, durante il 1944. Pressoché annientata nell'ultima disperata difesa del territorio nazionale, venne ricostituita nell'ottobre - novembre 1944 in Slesia, dove si confronterà di nuovo contro l'Armata Rossa, a cui tuttavia si consegnerà l'8 maggio 1945. Gli estoni, per fronteggiare e resistere alla minaccia di occupazione sovietica, avevano già combattuto in altri eserciti di Hitler, sempre nell'ambito delle SS: dall'aprile 1943 al luglio 1944 l'SS-Freiwilligen-Battalion Narwa, estone, si era battuta aggregata alla 5. SS-Panzer-Division Wiking, formazione con forte presenza di volontari scandinavi. L'entrata delle truppe del Reich, inoltre, scatenò una dura reazione di parte della popolazione estone contro la minoranza ebraica: l'ondata di sdegno e i sentimenti di vendetta della folla si abbatterono sugli ebrei in quello che prese presto la forma di un pogrom. Gran parte degli ebrei fuggirono in Unione Sovietica e poi nel dopoguerra negli Stati Uniti o Israele, azzerando di fatto il numero di appartenenti a questa etnia nel Paese baltico. Il ritiro dei tedeschi giunse nel settembre 1944.

### Tentativo estone di resistenza alla nuova occupazione sovietica (sett. 1944)
L'ultimo primo ministro della Repubblica, prima dell'occupazione sovietica, Jüri Uluots, si assunse la carica di presidente (in accordo alla Costituzione dell'Estonia) e nominò un nuovo governo, con a capo Otto Tief; contemporaneamente cercò negli Alleati il riconoscimento della perduta sovranità nazionale. Lanciò l'ultimo invano e disperato appello radiofonico alla popolazione estone, nel 1944, al fine di mobilitarla per difendersi dall'imminente occupazione militare sovietica.
(Da un estratto del disperato appello radiofonico di Jüri Uluots, alla popolazione estone)
Con l'occupazione militare dell'Armata Rossa, Otto Tief venne catturato e deportato in Siberia, mentre il suo governo, abbandonato dalla comunità internazionale e temendo una violenta rappresaglia sovietica, volò a Oslo ove operò in esilio fino al 1992, quando Heinrich Mark, primo ministro del governo in esilio dell'Estonia, in qualità di presidente, si dimise a favore del presidente destinato a succedergli, Lennart Meri.

### Repubblica Socialista Sovietica Estone
Dal 1940 al 1941 prima e dal 1944 al 1991 poi, come RSS Estone l'Estonia fu annessa all'Unione Sovietica, fino al crollo di quest'ultima.
Il governo fantoccio così eletto proclamò il 21 luglio 1940 la costituzione della Repubblica Socialista Sovietica di Estonia e richiese all'unanimità l'annessione all'URSS. L'annessione e occupazione estone, come per le altre repubbliche baltiche, non incontrò mai il riconoscimento da parte delle potenze occidentali, in accordo alla dottrina Stimson. Le autorità sovietiche, dal canto loro, avendo ottenuto il totale controllo del territorio, instaurarono subito un regime del terrore: solo nel primo anno di occupazione furono arrestati oltre ottomila estoni, tra cui i vertici dell'esercito e dei partiti. Circa duemila e duecento degli arrestati furono giustiziati mentre il più dei rimanenti estoni furono deportati nei gulag in Urss. Il 14 giugno 1941, quando iniziarono le grandi deportazioni di massa in tutti e tre gli stati baltici, circa diecimila civili estoni furono trasferiti in Siberia, o in altre remote aree della Russia, nelle quali quasi la metà di essi morì. Sotto il pretesto della leva obbligatoria dovuta all'Operazione Barbarossa lanciata dai tedeschi, trentaduemilacento uomini estoni furono trasferiti dai sovietici, in Russia nel 1941: quasi il 40% perì entro l'anno successivo per fame, freddo e troppo lavoro.
Dalla seconda guerra mondiale l'Estonia uscì mezza distrutta: molteplici porti furono rasi al suolo, circa il 45% delle industrie e il 40% della rete ferroviaria fu gravemente danneggiata. La popolazione stessa diminuì di un quinto, circa duecentomila abitanti: più o meno il 10% della popolazione (ottantamila persone) propendette per emigrare in Occidente tra il 1940 a il 1944. Oltre trentamila soldati caddero in guerra e i bombardamenti aerei russi nel '44 distrussero il ponte sul fiume Narva e un terzo dell'area residenziale di Tallinn.
Prima dell'inverno del 1944, le forze sovietiche riuscirono a espellere dall'Estonia le ultime truppe naziste e procedettero all'occupazione militare del territorio, agli arresti e alle esecuzioni capitali di tutti coloro ritenuti infedeli al regime sovietico. Il movimento di guerriglia armata noto come Metsavennad ("Fratelli della foresta") avviò una resistenza antisovietica nelle campagne, acquisendo il massimo dei consensi tra il 1946-1948: si stima, per quanto siano dati di difficile verificabilità, che in un determinato periodo fossero attive per il Metsavennad circa trenta-trentacinquemila persone: è possibile che gli ultimi attivisti siano stati catturati nel settembre 1978 e che gli stessi si siano suicidati all'atto della cattura. Economicamente la nazione estone, ormai inglobata nell'Urss, restò svantaggiata, poiché le fu vietato, come agli altri paesi europei della sfera sovietica, di partecipare al Piano Marshall.
Nel marzo 1949 furono deportati in Siberia 20.722 estoni e entro l'inizio degli anni cinquanta il regime sovietico aveva represso ogni movimento di rivolta. Dopo la guerra il Partito Comunista dell'Estonia (PCE) diventò l'organizzazione preminente della Repubblica: la componente etnica estone diminuì dal 90% al 48% nel periodo tra il 1941 e il 1952. Dopo la morte di Stalin, i membri del partito espansero la loro base sociale, includendo più estoni: nella metà degli anni sessanta, la percentuale della componente etnica si stabilizzò attorno al 50%. Alla vigilia della perestroika, il PCE annoverava quasi centomila membri, metà dei quali rappresentativi dell'etnia estone: la loro rappresentanza copriva quindi meno del 2% della popolazione sovietica totale.

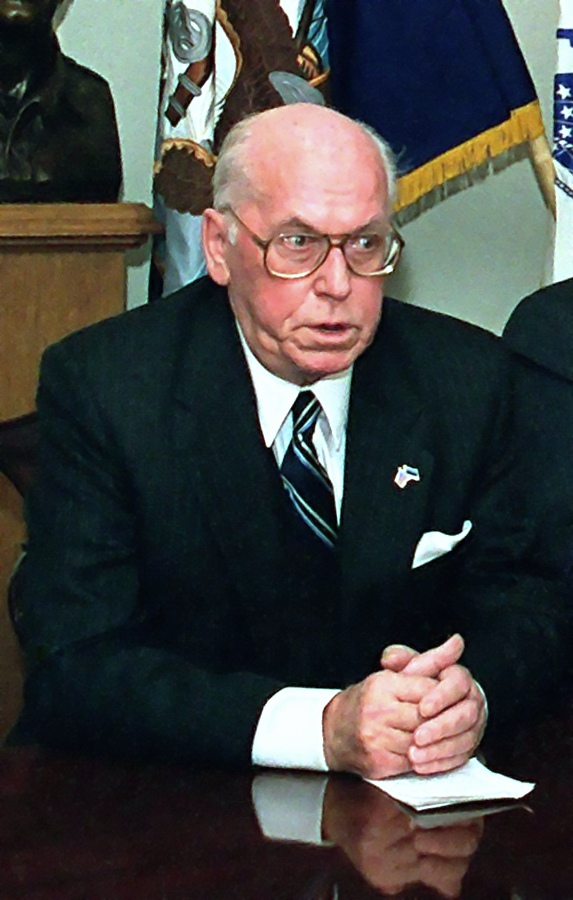
Lennart Meri,
storico Presidente dell'Estonia

Un magro aspetto positivo dell'era post-Stalin in Estonia è rappresentato dalla ripresa dei contatti con l'estero nei tardi anni cinquanta: alcuni collegamenti furono ristabiliti con la Finlandia e, negli anni sessanta, fu aperta una linea di traghetti da Tallinn a Helsinki. Arrivò anche la televisione finlandese. Questa "finestra sull'Ovest" procurò agli estoni ampie informazioni sulla politica estera e sulla cultura occidentale in generale, a dispetto degli altri paesi nell'Unione Sovietica: tutto questo si rivelerà importante quando gli estoni ricopriranno un ruolo d'avanguardia nell'estensione della perestroika sotto Gorbačëv.
Nei tardi anni settanta la società estone fronteggiò la pressione della pesante "russificazione" delle istituzioni culturali, fu minacciata quasi l'identità nazionale del popolo estone: nel 1981 il russo era insegnato in tutte le scuole primarie di lingua estone ed era stato introdotto anche negli insegnamenti prescolastici. Quando Gorbačëv salì al potere, la preoccupazione di preservare la cultura nazionale raggiunse in Estonia livelli critici: il potere del PCE cominciò a vacillare nella seconda metà degli anni ottanta e diversi movimenti politici, associazioni e partiti si affrettarono a procurarsene. Tra questi preminente fu il ruolo del Fronte Popolare Estone, o FPE, costituitosi nell'aprile 1988 con un proprio statuto e leader; seguì l'avanzata degli ambientalisti e dei dissidenti del partito nazionalista. Nel 1989 la diversificazione del panorama politico era massima e nuovi partiti si formavano ogni giorno.
La Repubblica si trasformò presto in un autentico corpo legislatore a livello regionale: questa legislatura relativamente conservativa approvò una dichiarazione di sovranità (16 novembre 1988), una legge sull'indipendenza economica (maggio 1989) rettificato dall'URSS in novembre, una legge che fece dell'estone la lingua ufficiale (gennaio 1989) e leggi elettorali che stabilivano i requisiti di residenza per godere del diritto di voto e candidatura nelle elezioni regionali e politiche (agosto, novembre 1989).

### Il ritorno all'indipendenza del 1991: Adesione alla Nato, all'Unione Europea e all'Euro
Il 20 agosto 1991 l'Estonia ritornò libera dalla lunga e opprimente occupazione dichiarando l'indipendenza dall'Unione Sovietica, ormai allo sfascio. Il 6 settembre la Russia riconobbe lo status indipendente della Repubblica Estone e il 31 agosto 1994 venne completata l'espulsione delle truppe militari russe dal territorio estone. Dal giorno dell'indipendenza ad oggi in Estonia si sono succeduti ben dodici governi presieduti da otto premier diversi: tra le più importanti conquiste sul fronte internazionale ci fu l'adesione all'Unione europea promossa nel 1998 e l'entrata nella NATO, avvenuta nel 2004. Le relazioni con la Russia si sono ampiamente raffreddate, mentre sono intense quelle con i paesi occidentali, quelli scandinavi in particolare e gli Stati Uniti. L'adozione della moneta unica Euro, visto il virtuoso recupero economico estone, è avvenuta il 1º gennaio 2011